# Implizite Volatilität
Die implizite Volatilität ist eine finanzmathematische Kennzahl für Optionen und andere derivative Finanzinstrumente mit Optionskomponente. Sie lässt sich als Maß für die aktuell am Markt erwartete Schwankungsbreite des Basiswertes über die Restlaufzeit der Option interpretieren.

## Abgrenzung zur (historischen) Volatilität
Während die Volatilität (Momentanstandardabweichung) aus historischen Kursen des Basiswertes berechnet wird, bestimmt sich die implizite Volatilität aus aktuellen Optionspreisen. Sind der Preis einer Option sowie die preisbeeinflussenden Faktoren Laufzeit, Kurs des Basiswertes, Zinsen und Ausübungspreis bekannt, lässt sich die implizite Volatilität mittels eines Optionspreismodells aus diesen Größen herleiten. 
Die Formel des Black-Scholes-Modells sowie der anderen gängigen Optionspreismodelle lässt sich nicht explizit nach der Volatilität umstellen. Zur Berechnung müssen numerische Näherungsverfahren verwendet werden. Bei europäischen Standardoptionen, die das Black-Scholes-Modell beschreibt, bietet sich dazu das Newton-Raphson-Verfahren an. Es ist sehr effizient und konvergiert für typische gewünschte Genauigkeiten innerhalb von drei oder vier Iterationen zu der gesuchten impliziten Volatilität.

## Marktverhalten
Bei steigenden Aktienkursen fallen in der Regel die impliziten Volatilitäten und umgekehrt. Je näher „am Geld“ eine Kaufoption ist, desto niedriger ist ihre implizite Volatilität (bei Verkaufsoptionen genau andersherum). Trägt man die implizite Volatilität auf eine y-Achse und den Ausübungspreis der Option auf der x-Achse auf, so entsteht ein Graph, den man als Volatilitäts-Smile bezeichnet.

## Volatilitätsindizes
Die von der Deutschen Börse berechneten Volatilitätsindizes VDAX und VDAX-NEW spiegeln die impliziten Volatilitäten von Standardoptionen auf den DAX mit Restlaufzeiten von 45 bzw. 30 Tagen wider. Für den Schweizer Aktienmarkt gibt es die Volatilitätsindizes VSMI und VLEU, für den S&P 500 ist es der VIX und zum Dow Jones Euro Stoxx 50 gehört der VSTOXX.
Da die implizite Volatilität in turbulenten Börsenphasen vergleichsweise hoch ist, werden Volatilitätsindizes umgangssprachlich oft als „Angstbarometer“ bezeichnet.
Die Volatilitätsindizes befinden sich normalerweise im Zustand des Contango. Die längeren Laufzeiten sind in der Regel teurer als die kürzeren. Wenn man die Volatilität verkauft entstehen daher in der Regel Rollgewinne, weswegen das Verkaufen von Volatilität zu einer beliebten Strategie geworden ist.
Der 1998 eingeführte Volax-Future auf die implizite Volatilität einer DAX-Option „am Geld“ mit drei Monaten Restlaufzeit wurde noch im selben Jahr aufgrund stark gesunkener Liquidität wieder eingestellt.